# Ephedrus prociphili
Ephedrus prociphili är en stekelart som beskrevs av Jaroslav Stary 1982. Ephedrus prociphili ingår i släktet Ephedrus och familjen bracksteklar. Arten är reproducerande i Sverige. Inga underarter finns listade i Catalogue of Life.